# Aegocera affinis
Aegocera affinis là một loài bướm đêm trong họ Noctuidae.